# Ineke Lambers-Hacquebard
Jozina Johanna Lambers-Hacquebard, dite Ineke Lambers-Hacquebard, née le 12 mars 1946 à Deventer (Pays-Bas) et morte le 12 mai 2014 à Roden (Pays-Bas), est une femme politique néerlandaise. Membre du parti Démocrates 66 (D'66), elle est députée de 1977 à 1981 puis de 1982 à 1983, et secrétaire d'État à la Santé et à l'Environnement de 1981 à 1982.

## Biographie

### Origines, famille et études
Née Jozina Johanna Hacquebard, elle est la fille de Pieter Cornelis Hacquebard (1906-1998), comptable, et de Jozina van de Plasse (1913-1995). Elle a une sœur aînée, Anneke.
Elle grandit à Bloemendaal, où sa famille a déménagé. Elle est scolarisée à l'école Bornwater puis au lycée Kennemer d'Overveen, dont elle est diplômée en 1964. Elle étudie ensuite le droit à l'université de Leyde, dont elle est diplômée en 1969. En 1966, elle adhère au parti Démocrates 66 (D'66). En 1968, elle épouse Kees Lambers (nl) (1945-2017), qui deviendra professeur de droit de l'environnement à Groningue ; ils n'ont pas d'enfant,.

### Carrière professionnelle et débuts politiques
De 1969 à 1971, Ineke Lambers-Hacquebard est chargée de mission à la direction de l'approvisionnement en électricité du ministère de l'Économie. Entre 1972 et 1973, elle est assistante de recherche à la faculté de droit du Collège économique néerlandais de Rotterdam et professeure de droit à Groningue. De 1973 à 1977, elle travaille pour cette municipalité, aux ressources humaines puis au service de l'environnement. En 1974, elle est candidate pour D'66 aux élections provinciales à Groningue mais elle est battue,.

### Carrière politique

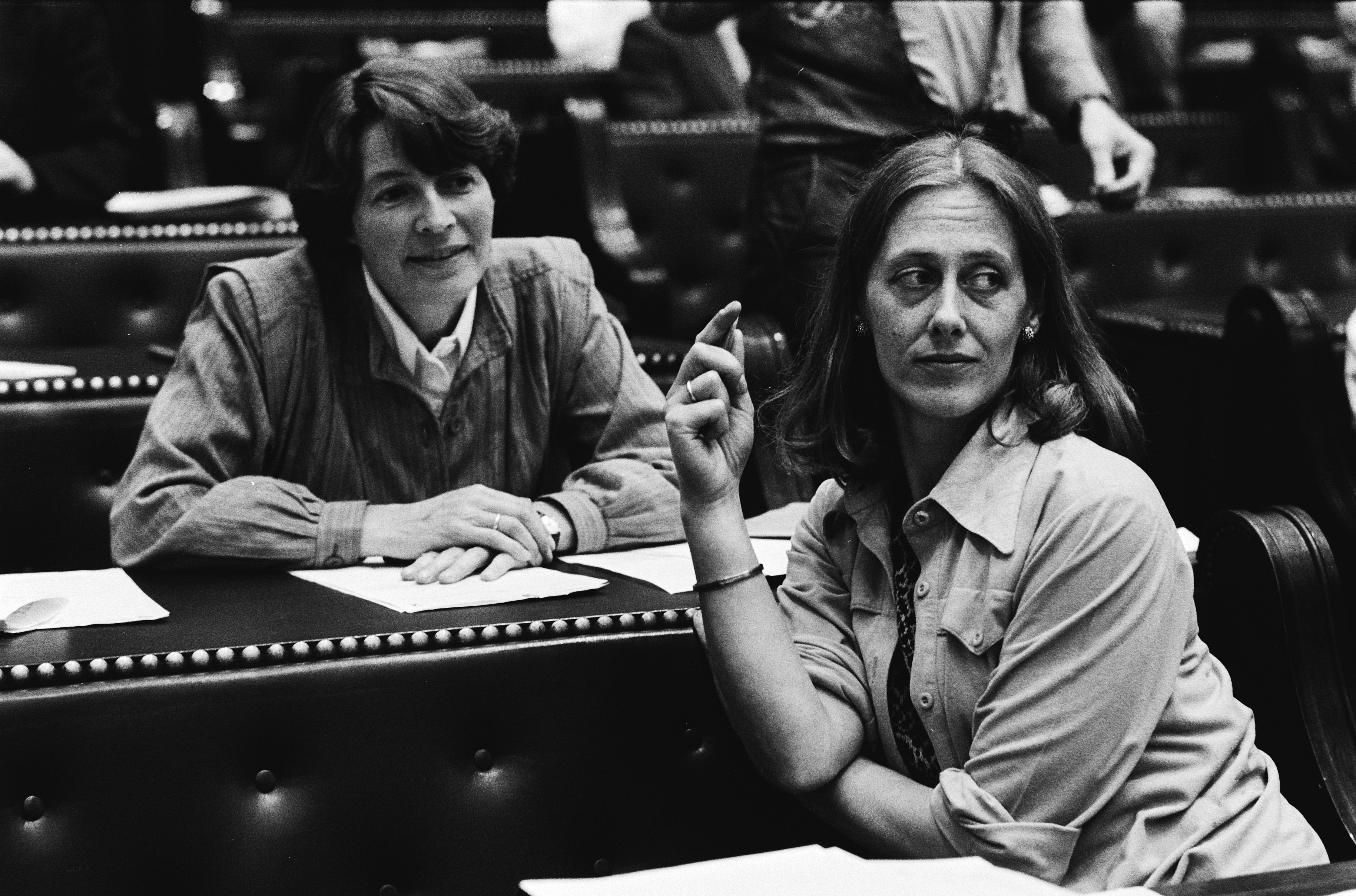
Les députées Ineke Lambers-Hacquebard et Elida Tuinstra en 1979.

Elle est élue députée à la Seconde Chambre des États généraux lors des élections législatives de 1977. Membre de l'aile gauche de D'66, elle s'implique particulièrement sur les questions liées à l'environnement et à l'énergie. Elle est vice-présidente de la commission permanente de l'environnement de 1978 à 1981 et présidente de la commission spéciale pour le développement de la région de Markerwaard de 1980 à 1981. En 1978, elle soutient en vain avec sa collègue Elida Tuinstra une motion du Parti socialiste pacifiste (PSP) s'opposant à une augmentation du budget de la défense puis, en 1980, toujours avec la même parlementaire, une motion du Parti politique des radicaux (PPR) demandant la fermeture des centrales nucléaires de Borssele et de Dodewaard, qui est également rejetée, les six autres parlementaires de D'66 s'y étant opposé.
En 1981, après le succès électoral de D'66 aux élections législatives, elle est nommée secrétaire d'État à la Santé et à l'Environnement dans le deuxième gouvernement du Premier ministre Dries van Agt. Elle est reconduite au sein du troisième gouvernement. Elle défend notamment la collecte séparée des déchets et la création de points de ramassage des encombrants. En 1982, elle présente un projet de loi sur l'assainissement des sols, qui est adopté. Elle fait aussi promulguer une loi approuvant la Convention internationale pour la prévention de la pollution atmosphérique transfrontière à longue distance discutée à Genève en 1979 et participe à l'adoption d'une loi sur l'hygiène et la sécurité des installations de natation. Elle est cependant critiquée par le mouvement antinucléaire pour ne pas avoir empêché le déversement de déchets radioactifs dans l'océan Atlantique, même si elle s'est employée à chercher des alternatives futures dans l'objectif de les stocker.
Plébiscitée en 1982 par les adhérents de D'66, elle n'a cependant pas l'ambition de diriger le parti. Elle redevient députée de 1982 à 1983 puis met un terme à sa carrière politique, en raison de la sclérose en plaques dont est atteint son mari. Ils résident dans une ferme à Opende, qu'ils ont rénovée.

### Après la politique
Si Ineke Lambers-Hacquebard quitte la politique nationale, elle reste investie dans le domaine de l'environnement. Elle est ainsi membre du Conseil pour la conservation de la nature et de l'Association nationale pour la préservation de la mer des Wadden et présidente de la Conférence du PNUE sur les substances dangereuses pour l'environnement.
Elle est présidente du conseil d'administration de l'université des sciences appliquées de Groningue de 1986 à 1989, inspectrice de l'enseignement supérieur de 1989 à 1992, membre de la commission des subventions aux partis politiques de 1990 à 1991 puis membre de la commission externe de la Seconde Chambre sur la réorganisation des ministères et la réflexion sur les missions gouvernementales de 1992 à 1994.
Elle est aussi artiste, son travail mêlant art numérique et sangaku. Ses œuvres font l'objet d'expositions. Elle est membre du conseil d'administration de la fondation Ars et Mathesis, rédactrice en chef du magazine Arthesis et membre du Digital Graphics Group Northern Netherlands.
Elle connaît de graves problèmes médicaux à partir des années 1990. En 2002, elle déménage avec son mari à Roden, dans un logement adapté. Elle y meurt en 2014,,.

## Décoration
- 1982 : commandeur de l'ordre d'Orange-Nassau[1]